# Basilosaurus
Basilosaurus ("Kralj guštera") je rod prapovijesnih životinja iz reda kitova koja je živjela na Zemlji prije 34 do 40 milijuna godina u Eocenu. Njegovi fosilizirani ostaci su prvi puta otkriveni u Louisiani (Sjedinjene Države). U početku se vjerovalo da je otkrivena nova vrsta morskog čudovišta. Fosili su također nađeni u Egiptu i Pakistanu. Basilosaurus je bio dugačak 18 metara i pretpostavlja se da je bio najveća životinja u svoje vrijeme. Svojim suvišnim udovima je i dan danas predmet interesa za paleontologe.